# Secu Savagata
Secu Savagata (japonsko 澤潟 節), japonski nogometaš.
Za japonsko reprezentanco je odigral dve uradni tekmi.